# 美國遠征軍
美國遠征軍（英語：American Expeditionary Forces，AEF），是美國參與第一次世界大戰的主要力量，派往西線戰場與協約國對抗同盟國，由約翰·潘興擔任總司令。

## 歷史

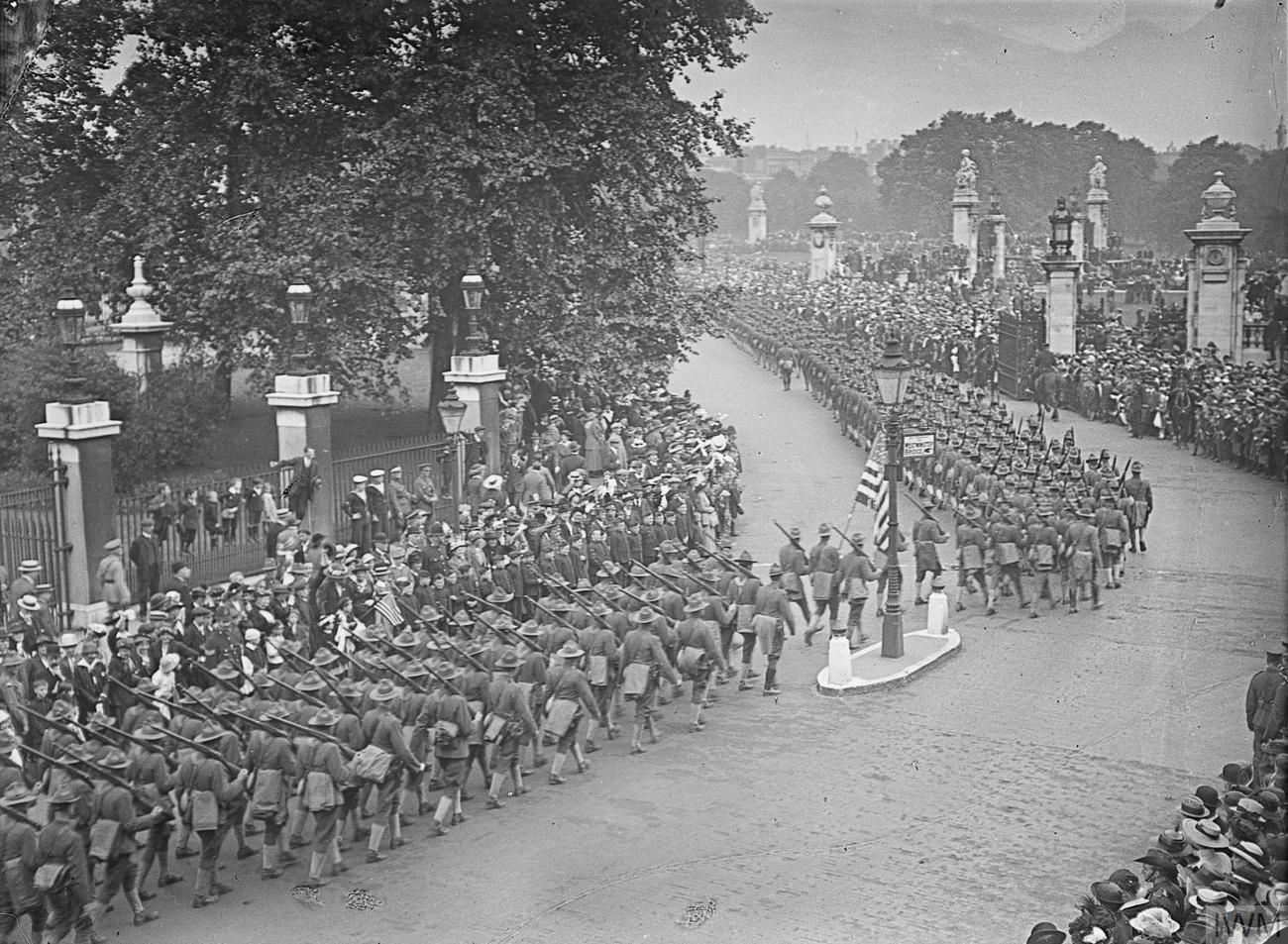
1917年經過倫敦白金漢宮的美軍。

美國於1917年4月6日向德國宣戰後，美國總統威爾遜原計畫將美國遠征軍指揮權交給佛雷德里克·福斯頓少將，但福斯頓在1917年1月突然去世，於是1917年5月10日正式任命約翰·潘興擔任總司令（時任兩星少將，後直接躍升四星上將），整合正規軍、國民警衛隊、國民軍。
由於潘興堅持美國士兵在前往歐洲之前必須接受良好的訓練，且拒絕成為填補英法軍隊空缺的兵力。導致1917年6月只有14,000名美國士兵到達法國，1917年10月第1步兵師才真正至前線小規模的進攻德軍防線。直到1918年5月才有超過一百萬的美軍進駐法國，但部署在前線的仍然不多，1918年6月，美軍以每天10,000人的速度從美國本土前往歐洲。
潘興指揮美國第一軍團參與1918年9月12日的進攻聖米耶勒，在當時這是美國武裝部隊有史以來承擔規模最大的進攻行動。1918年9月26日開始的默茲-阿戈訥攻勢是美軍歷史上第二慘烈的戰役，死亡人數超過26,000人，在這兩次軍事行動中，盟軍從德軍手中奪回了約488平方公里的法國領土。
1918年11月11日第一次世界大戰停戰後後，大量美軍返回本土並解編，1919年7月27日，復員人數達到三百萬人。

## 傷亡

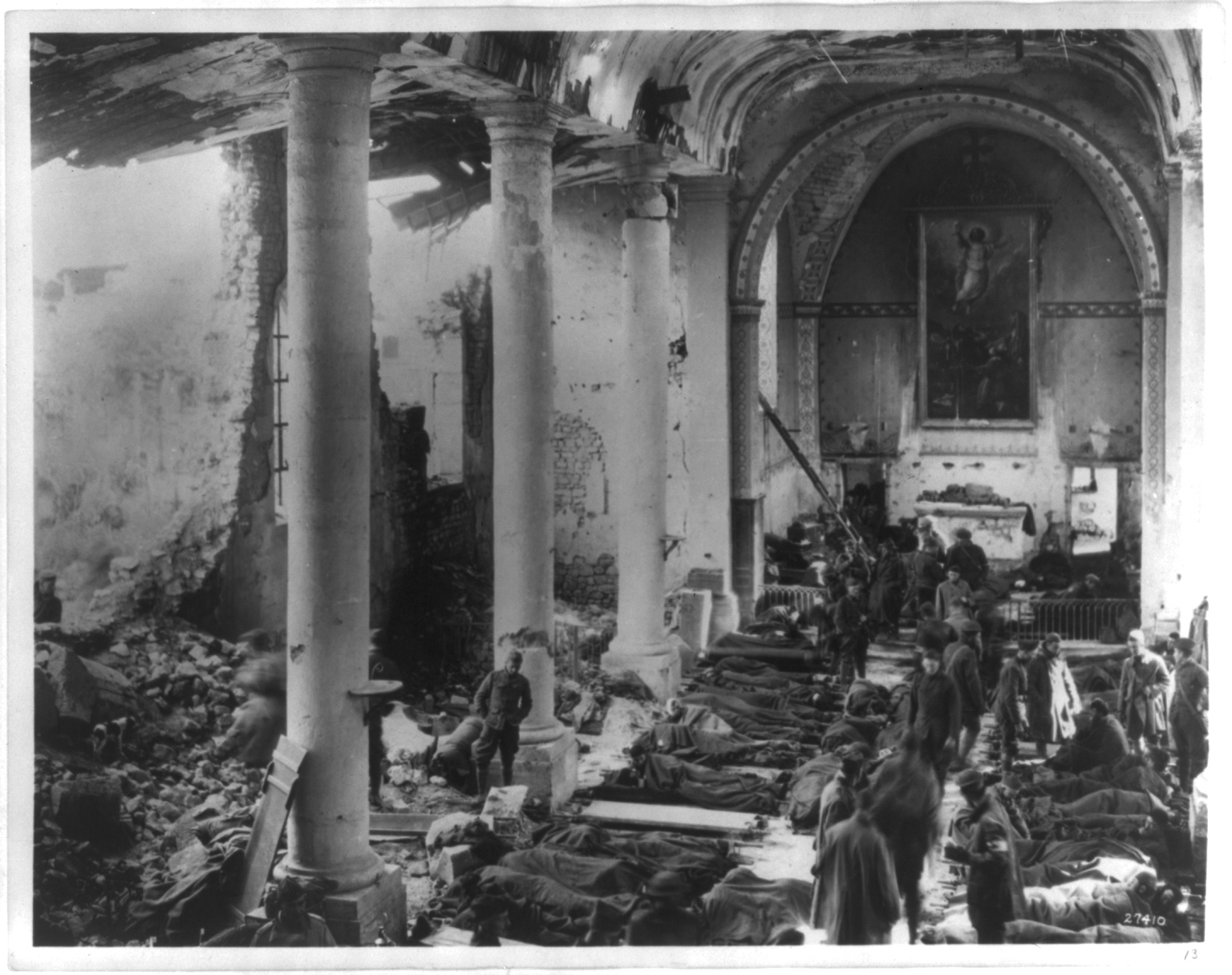
1918年在法國的美軍醫院。

第一次世界大戰期間，有4,734,991人在美國軍隊中服役，共有116,516人死亡，其中53,402人陣亡。另外63,114人非戰鬥死亡，204,002人受傷。
1918年西班牙流感爆發，美軍約有45,000人死亡，其中有約30,000人尚未到達法國就已經病死。

## 俄羅斯內戰
美國在1918年至1920年期間，派出軍隊進入俄羅斯領土。
- 美國西伯利亞遠征軍（英语：American Expeditionary Force, Siberia）

約7,950名官兵，由威廉·S·格雷夫斯准將指揮。
- 美國北俄羅斯遠征軍（英语：American Expeditionary Force, North Russia）

約為5000名官兵，也被稱為「北極熊遠征」